# (209791) Tokaj
(209791) Tokaj ist ein Asteroid des mittleren Hauptgürtels, der am 1. April 2005 von dem ungarischen Amateurastronomen Krisztián Sárneczky am Piszkéstető-Observatorium (IAU-Code 561) im nordungarischen Mátra-Gebirge im Auftrag des Budapester Konkoly-Observatoriums entdeckt wurde.
Der Asteroid wurde am 12. Juli 2014 nach der ungarischen Stadt Tokaj benannt, die vor allem wegen des nach der Stadt benannten Weines Tokajer bekannt ist.